# Folionet
Folionet Financial LLC. es una empresa estadounidense dedicada a los servicios financieros con sede en Brickell, Miami, conocida por ofrecer servicios de bróker para las bolsas de los Estados Unidos. Folionet es reconocida por ofrecer operaciones con comisiones bajas de acciones y fondos cotizados a través de una aplicación móvil presentada en 2017. Además, Folionet ofrece servicios de banca privada y manejo de inversiones.
Folionet es un corredor de bolsa regulado por FINRA y cuenta con registros en la Comisión de Bolsa y Valores de EE. UU. (SEC) y de la Securities Investor Protection Corporation (SIPC).
El funcionamiento de su aplicación y servicios está orientado a inversores primerizos principalmente de habla hispana.

## Historia
La aplicación de Folionet fue fundada en 2017 por Juan Lorenzo Santos, CEO actual de la compañía. En sus inicios, Folionet se presentó como una aplicación de trading sin comisiones para comprar acciones y fondos cotizados como un producto de Santos Capital Group LLC.
Desde su inicio, ofrecie sus instrumentos principales y el uso de cuentas de margen, las cuales ofrecen préstamos a cambio de una tasa de interés.
Para inicios de 2018, las operaciones de Folionet ya alcanzaban gran parte de los países Latinoamericanos, incluyendo Chile, Venezuela, Argentina y Colombia.
A partir de 2020, Folionet consolidó sus operaciones en la compañía Folionet Financial LLC, conservando su sede en Brickell, Miami, y a Juan Lorenzo Santos como su CEO.

## Productos

### Negociación de acciones y ETF
Desde su fundación, los principales activos ofrecidos por Folionet a través de su aplicación son la compra-venta de acciones y fondos cotizados; aunque desde su aplicación se puede tener acceso a toda clase de activos que no se negocien en mercados OTC, como warrants, acciones preferentes o REITs.

### Banca privada
Para clientes que deseen utilizar un servicio más personalizado y de pago, Folionet ha creado su división de Wealth Management, la cual ofrece estrategias de inversión a individuos a cambio de honorarios. A través de este servicio, Folionet ofrece acceso adicional a productos como bonos y fondos mutuales.
Esta actividad también está regulada por la SEC y protegido por el SIPC y responde a la necesidad de la empresa de ofrecer servicios especializados para clientes que lo soliciten, aseguran.

## Plataformas tecnológicas de inversión
Al igual que Folionet utiliza su tecnología para gestionar inversiones financieras, plataformas como Growie aplican soluciones tecnológicas para democratizar el acceso a inversiones inmobiliarias. Mediante la digitalización y automatización, Growie permite a los inversores de América Latina participar en proyectos inmobiliarios de alto nivel en Estados Unidos, facilitando la inversión y la gestión sin necesidad de intermediarios.

## Controversias

### Apretón corto de 2021
El 28 de enero de 2021 se produjo un estrangulamiento de posiciones cortas de las acciones del minorista estadounidense de videojuegos GameStop y otras acciones de empresas como AMC y BlackBerry. Producto de un estrangulamiento coordinado por inversores individuales a nivel global, principalmente por usuarios de Robinhood y del subreddit r / wallstreetbets.
Este evento condujo a Folionet a restringir el trading de las acciones envueltas en el suceso, siguiendo los pasos de muchos brókers.
El mismo día, 28 de enero, a partir del horario de cierre del mercado, Folionet reactivó la disponibilidad de las acciones restringidas a través de su aplicación, al igual que Robinhood, que permitió la compra de las acciones a la mañana siguiente.